# Rifugio Paolo Prudenzini
Il rifugio Paolo Prudenzini  è un rifugio situato nel comune di Saviore dell'Adamello (BS), in val Camonica, a 2.235 m s.l.m. Sorge ai piedi dell'Adamello, posto alla testata della val Salarno.

## Caratteristiche e informazioni
È di proprietà del Club Alpino Italiano (sez. di Brescia) e l'apertura è assicurata da giugno a settembre. 
In primavera il rifugio può essere aperto a comitive di almeno 10 persone.

## Accesso
L'accesso al rifugio avviene da malga Fabrezza in comune di Saviore dell'Adamello in ore 2,30, seguendo il sentiero N. 14.

## Ascensioni
- Adamello (3539 m). Ore 5,30 attraverso il passo di Salarno (bivacco Arrigo Giannantonj)
- Corno Bianco (val Camonica) (3434 m). Ore 5
- Monte Fumo (3418 m). Ore 5,30
- Corno Miller (3373 m). Ore 5
- Cresta Croce (3276 m). Ore 6

## Traversate ai rifugi
- Rifugi ai Caduti dell'Adamello 	ore 5,30 per il passo di Salarno
- Rifugio Serafino Gnutti 	ore 3,30 attraverso il passo del Miller
- Rifugio Città di Lissone	ore 4,30 per il passo Poia